# 달라스 바이어스 클럽의 수상 및 후보 목록
다음은 미국의 2013년 전기 드라마 영화 《달라스 바이어스 클럽》의 수상 및 후보 목록이다. 장마크 발레가 감독하고, 크레이즈 보텐과 레이첼 윈터이 공동 각본을 썼다. 영화는 술, 여자를 사랑하고 방탕한 생활을 즐기는 전기 기술자 론 우드루프(매슈 매코너헤이)가 30일 시한부 선고를 받고 난 후 투병기를 그린 작품으로 매슈 매코너헤이, 자레드 레토와 제니퍼 가너가 출연한다.
2013년 9월 7일, 토론토 국제 영화제에서 초연 되었다.

## 수상 및 후보
| 상                                                                       | 부문                                       | 수상자                                       | 결과 |
| ------------------------------------------------------------------------ | ------------------------------------------ | -------------------------------------------- | ---- |
| 호주 AACTA 어워드(오스트레일리아 영화 텔레비전 예술 아카데미상)          | 해외부문 최우수 남우주연상                 | 매슈 매코너헤이                              | 후보 |
| 호주 AACTA 어워드(오스트레일리아 영화 텔레비전 예술 아카데미상)          | 해외부문 최우수 남우조연상                 | 재러드 레토                                  | 후보 |
| 미국 아카데미 시상식                                                     | 최우수 작품상                              |                                              | 후보 |
| 미국 아카데미 시상식                                                     | 최우수 남우주연상                          | 매슈 매코너헤이                              | 수상 |
| 미국 아카데미 시상식                                                     | 최우수 남우조연상                          | 재러드 레토                                  | 수상 |
| 미국 아카데미 시상식                                                     | 최우수 각본상                              |                                              | 후보 |
| 미국 아카데미 시상식                                                     | 최우수 분장상                              |                                              | 수상 |
| 미국 아카데미 시상식                                                     | 최우수 편집상                              |                                              | 후보 |
| 아프리카계 미국인 영화 비평가 협회상                                     | Top 10 영화 선정                           |                                              | 수상 |
| 아프리카계 미국인 영화 비평가 협회상                                     | 최우수 남우조연상                          | 재러드 레토                                  | 수상 |
| 얼라이언스 오브 우먼 필름 저널리스트(여성 영화기자협회상)                | 최우수 남우주연상                          | 매슈 매코너헤이                              | 수상 |
| 얼라이언스 오브 우먼 필름 저널리스트(여성 영화기자협회상)                | 최우수 남우조연상                          | 재러드 레토                                  | 수상 |
| 오스틴 영화 비평가 협회상                                                | Top 10 영화 선정                           |                                              | 수상 |
| 오스틴 영화 비평가 협회상                                                | 최우수 남우조연상                          | 재러드 레토                                  | 수상 |
| 어워드 서킷트 커뮤니트 어워드                                            | 최우수 남우주연상                          | 매슈 매코너헤이                              | 후보 |
| 어워드 서킷트 커뮤니트 어워드                                            | 최우수 남우조연상                          | 재러드 레토                                  | 수상 |
| 어워드 서킷트 커뮤니트 어워드                                            | 최우수 분장상                              |                                              | 후보 |
| 블랙 영화 비평가 협회                                                    | 최우수 남우조연상                          | 재러드 레토                                  | 수상 |
| 보스턴 온라인 영화 비평가 협회                                           | 최우수 남우조연상                          | 재러드 레토                                  | 수상 |
| 보스턴 영화 비평가 협회                                                  | 최우수 남우조연상                          | 재러드 레토                                  | 후보 |
| 센트럴 오하이오 영화 비평가 협회                                         | 최우수 남우주연상                          | 매슈 매코너헤이                              | 후보 |
| 센트럴 오하이오 영화 비평가 협회                                         | 최우수 남우조연상                          | 재러드 레토                                  | 후보 |
| 센트럴 오하이오 영화 비평가 협회                                         | 올해의 배우상                              | 매슈 매코너헤이                              | 수상 |
| 시카고 영화 비평가 협회                                                  | 최우수 남우주연상                          | 매슈 매코너헤이                              | 후보 |
| 시카고 영화 비평가 협회                                                  | 최우수 남우조연상                          | 재러드 레토                                  | 수상 |
| 의상 감독 조합상                                                         | 훌륭한 전기 영화상                         |                                              | 후보 |
| 크리틱스 초이스 영화상(미국 방송 영화 비평가 협회상)                     | 최우수 작품상                              |                                              | 후보 |
| 크리틱스 초이스 영화상(미국 방송 영화 비평가 협회상)                     | 최우수 남우주연상                          | 매슈 매코너헤이                              | 수상 |
| 크리틱스 초이스 영화상(미국 방송 영화 비평가 협회상)                     | 최우수 남우조연상                          | 재러드 레토                                  | 수상 |
| 댈러스-포트워스 영화 비평가 협회                                         | TOP 10 영화 선정                           |                                              | 수상 |
| 댈러스-포트워스 영화 비평가 협회                                         | 최우수 남우주연상                          | 매슈 매코너헤이                              | 수상 |
| 댈러스-포트워스 영화 비평가 협회                                         | 최우수 남우조연상                          | 재러드 레토                                  | 수상 |
| 덴버 영화 비평가 협회                                                    | 최우수 남우주연상                          | 매슈 매코너헤이                              | 수상 |
| 덴버 영화 비평가 협회                                                    | 최우수 남우조연상                          | 재러드 레토                                  | 수상 |
| 디트로이트 영화 비평가 협회                                              | 최우수 남우주연상                          | 매슈 매코너헤이                              | 수상 |
| 디트로이트 영화 비평가 협회                                              | 최우수 남우조연상                          | 재러드 레토                                  | 수상 |
| 도리안 어워드(게이 앤드 레즈비언 엔터테인먼트 비평가협회)                | 올해의 영화상                              |                                              | 후보 |
| 도리안 어워드(게이 앤드 레즈비언 엔터테인먼트 비평가협회)                | 영화연기 올해의 배우상                     | 재러드 레토                                  | 후보 |
| 도리안 어워드(게이 앤드 레즈비언 엔터테인먼트 비평가협회)                | 영화연기 올해의 배우상                     | 매슈 매코너헤이                              | 수상 |
| 도리안 어워드(게이 앤드 레즈비언 엔터테인먼트 비평가협회)                | LGBT 올해의 영화상                         |                                              | 후보 |
| 플로리다 영화 비평가 협회                                                | 최우수 남우조연상                          | 재러드 레토                                  | 수상 |
| 조지아 영화 비평가 협회                                                  | 최우수 남우주연상                          | 매슈 매코너헤이                              | 후보 |
| 조지아 영화 비평가 협회                                                  | 최우수 남우조연상                          | 재러드 레토                                  | 후보 |
| GLAAD 미디어 어워드(게이 앤드 레즈비언 얼라이언스 어게인스트 디파메이션) | 최우수 영화상 : 월드 릴리즈 부분           |                                              | 후보 |
| 골드 더비 필름 어워드                                                    | 최우수 남우주연상                          | 매슈 매코너헤이                              | 후보 |
| 골드 더비 필름 어워드                                                    | 최우수 남우조연상                          | 재러드 레토                                  | 수상 |
| 골드 더비 필름 어워드                                                    | 최우수 분장상                              |                                              | 후보 |
| 골든 글로브 시상식                                                       | 영화 드라마 부문 남우주연상                | 매슈 매코너헤이                              | 수상 |
| 골든 글로브 시상식                                                       | 영화부문 남우조연상                        | 재러드 레토                                  | 수상 |
| 독일 골든 카메라상                                                       | 최우수 해외 배우상                         | 매슈 매코너헤이                              | 수상 |
| 고섬상                                                                   | 최우수 남우주연상                          | 매슈 매코너헤이                              | 수상 |
| 영국 가디언 필름 어워드                                                  | 최우수 남우조연상                          | 재러드 레토                                  | 후보 |
| 할리우드 영화제                                                          | 최우수 남우주연상                          | 매슈 매코너헤이                              | 수상 |
| 할리우드 영화제                                                          | 주목할만한 연기상                          | 재러드 레토                                  | 수상 |
| 휴스턴 영화 비평가 협회                                                  | 최우수 작품상                              |                                              | 후보 |
| 휴스턴 영화 비평가 협회                                                  | 최우수 남우주연상                          | 매슈 매코너헤이                              | 후보 |
| 휴스턴 영화 비평가 협회                                                  | 최우수 남우조연상                          | 재러드 레토                                  | 수상 |
| 인디펜던트 스피릿 어워드                                                 | 최우수 남우주연상                          | 매슈 매코너헤이                              | 수상 |
| 인디펜던트 스피릿 어워드                                                 | 최우수 남우조연상                          | 재러드 레토                                  | 수상 |
| 인디아나 영화 비평가 협회                                                | 최우수 남우주연상                          | 매슈 매코너헤이                              | 후보 |
| 인터내셔널 씨네필 협회상                                                 | 최우수 남우조연상                          | 재러드 레토                                  | 후보 |
| IFTA 어워드(아일랜드 영화 & 텔레비전 아카데미상)                         | 최우수 해외 배우상                         | 매슈 매코너헤이                              | 후보 |
| 이탈리안 온라인 무비 어워드                                              | 최우수 남우주연상                          | 매슈 매코너헤이                              | 수상 |
| 이탈리안 온라인 무비 어워드                                              | 최우수 남우조연상                          | 재러드 레토                                  | 수상 |
| 이탈리안 온라인 무비 어워드                                              | 최우수 각본상                              |                                              | 후보 |
| 이탈리안 온라인 무비 어워드                                              | 최우수 캐스팅상                            |                                              | 후보 |
| 이탈리안 온라인 무비 어워드                                              | 최우수 분장상                              |                                              | 후보 |
| 영국 케랑! 어워드                                                        | 최우수 영화상                              |                                              | 후보 |
| 라스베이거스 영화 비평가 협회                                            | Top 10 영화 선정                           |                                              | 수상 |
| 라스베이거스 영화 비평가 협회                                            | 최우수 남우주연상                          | 매슈 매코너헤이                              | 수상 |
| 라스베이거스 영화 비평가 협회                                            | 최우수 남우조연상                          | 재러드 레토                                  | 수상 |
| 런던 영화 비평가 협회                                                    | 최우수 남우조연상                          | 재러드 레토                                  | 후보 |
| 로스앤젤레스 영화 비평가 협회                                            | 남우조연상                                 | 재러드 레토                                  | 수상 |
| 분장 조합상(메이크업 아티스트 앤드 헤어 스타일리스트 길드)               | 전기(인물) 캐릭터 메이크업상               |                                              | 수상 |
| 밀 발리 영화제                                                           | 관객들이 좋아하는 US 시네마상              |                                              | 2위  |
| 밀 발리 영화제                                                           | 스포트라이트상                             | 재러드 레토                                  | 수상 |
| MTV 무비 어워드                                                          | 최고의 남자배우상                          | 매슈 매코너헤이                              | 후보 |
| MTV 무비 어워드                                                          | 최고의 커플상                              | 매슈 매코너헤이, 재러드 레토                 | 후보 |
| MTV 무비 어워드                                                          | 최고의 영화 변신상                         | 재러드 레토                                  | 수상 |
| MTV 무비 어워드                                                          | 최고의 영화 변신상                         | 매슈 매코너헤이                              | 후보 |
| NAACP 이미지 어워드                                                      | 최우수 독립영화상                          |                                              | 후보 |
| 내셔널 보드 오브 리뷰(전미 비평가위원회상)                               | Top 10 독립영화 선정                       |                                              | 수상 |
| 내셔널 소사이어티 비평가 협회(전미 영화 비평가 협회상)                   | 최우수 남우조연상                          | 재러드 레토                                  | 후보 |
| 네바다 영화 비평가 협회                                                  | 최우수 남우주연상                          | 매슈 매코너헤이                              | 수상 |
| 네바다 영화 비평가 협회                                                  | 최우수 남우조연상                          | 재러드 레토                                  | 수상 |
| 뉴욕 영화 비평가 협회                                                    | 최우수 남우조연상                          | 재러드 레토                                  | 수상 |
| 뉴욕 온라인 영화 비평가 협회                                             | 최우수 남우조연상                          | 재러드 레토                                  | 수상 |
| 뉴욕 온라인 영화 비평가 협회                                             | Top 10 영화 선정                           |                                              | 수상 |
| 노스캐롤라이나 영화 비평가 협회                                          | 최우수 남우주연상                          | 매슈 매코너헤이                              | 후보 |
| 노스캐롤라이나 영화 비평가 협회                                          | 최우수 남우조연상                          | 재러드 레토                                  | 후보 |
| 노스텍사스 영화 비평가 협회                                              | 최우수 남우조연상                          | 재러드 레토                                  | 수상 |
| 오클라호마 영화 비평가 협회                                              | Top 10 영화 선정                           |                                              | 수상 |
| 오클라호마 영화 비평가 협회                                              | 최우수 남우조연상                          | 재러드 레토                                  | 수상 |
| 오클라호마 영화 비평가 협회                                              | 최우수 작품의 바디상                       | 매슈 매코너헤이                              | 수상 |
| 온라인 영화 비평가 협회                                                  | 최우수 남우조연상                          | 재러드 레토                                  | 후보 |
| 팜스프링스 국제 영화제                                                   | 디저트 팜 업적상                           | 매슈 매코너헤이                              | 수상 |
| 피닉스 영화 비평가 협회                                                  | Top 10 영화 선정                           |                                              | 수상 |
| 피닉스 영화 비평가 협회                                                  | 최우수 작품상                              |                                              | 후보 |
| 피닉스 영화 비평가 협회                                                  | 최우수 남우주연상                          | 매슈 매코너헤이                              | 수상 |
| 피닉스 영화 비평가 협회                                                  | 최우수 남우조연상                          | 재러드 레토                                  | 수상 |
| 미국 제작자 조합상                                                       | 최우수 연극 영화 작품상                    |                                              | 후보 |
| 로마 영화제                                                              | 관객상                                     |                                              | 수상 |
| 로마 영화제                                                              | 최우수 남우주연상                          | 매슈 매코너헤이                              | 수상 |
| 로마 영화제                                                              | 최우수 촬영상                              |                                              | 수상 |
| 로마 영화제                                                              | 최우수 작품상                              |                                              | 후보 |
| 로마 영화제                                                              | 골든 버터플라이상                          |                                              | 수상 |
| 로마 영화제                                                              | 시네마틱 엑셀런스 베니티 페어 인터네셔널상 |                                              | 수상 |
| 샌디에이고 영화 비평가 협회                                              | 최우수 남우주연상                          | 매슈 매코너헤이                              | 후보 |
| 샌디에이고 영화 비평가 협회                                              | 최우수 남우조연상                          | 재러드 레토                                  | 수상 |
| 샌프란시스코 영화 비평가 협회                                            | 최우수 남우주연상                          | 매슈 매코너헤이                              | 후보 |
| 샌프란시스코 영화 비평가 협회                                            | 최우수 남우조연상                          | 재러드 레토                                  | 후보 |
| 산세바스찬 국제 영화제                                                   | 세바스찬상                                 |                                              | 수상 |
| 샌타바버라 국제 영화제                                                   | 버츄오소상                                 | 재러드 레토                                  | 수상 |
| 새틀라이트상(국제비평가협회상)                                           | 영화 부문 최우수 남우주연상                | 매슈 매코너헤이                              | 수상 |
| 새틀라이트상(국제비평가협회상)                                           | 영화 부문 최우수 남우조연상                | 재러드 레토                                  | 수상 |
| 스크린 액터 길드 어워드(미국 배우 조합상)                                | 영화부문 최우수 남우주연상                 | 매슈 매코너헤이                              | 수상 |
| 스크린 액터 길드 어워드(미국 배우 조합상)                                | 영화부문 최우수 남우조연상                 | 재러드 레토                                  | 수상 |
| 스크린 액터 길드 어워드(미국 배우 조합상)                                | 영화부문 최우수 연기 캐스팅상              | 매슈 매코너헤이, 재러드 레토, 제니퍼 가너 외 | 후보 |
| 사우스이스턴 영화 비평가 협회                                            | Top 10 영화 선정                           |                                              | 수상 |
| 사우스이스턴 영화 비평가 협회                                            | 최우수 남우주연상                          | 매슈 매코너헤이                              | 후보 |
| 사우스이스턴 영화 비평가 협회                                            | 최우수 남우조연상                          | 재러드 레토                                  | 수상 |
| 세인트루이스 게이트웨이 영화 비평가 협회상                               | 최우수 남우주연상                          | 매슈 매코너헤이                              | 후보 |
| 세인트루이스 게이트웨이 영화 비평가 협회상                               | 최우수 남우조연상                          | 재러드 레토                                  | 수상 |
| 토론토 영화 비평가 협회상                                                | 최우수 남우주연상                          | 매슈 매코너헤이                              | 후보 |
| 토론토 영화 비평가 협회상                                                | 최우수 남우조연상                          | 재러드 레토                                  | 수상 |
| 밴쿠버 영화 비평가 협회                                                  | 최우수 남우주연상                          | 매슈 매코너헤이                              | 후보 |
| 밴쿠버 영화 비평가 협회                                                  | 최우수 남우조연상                          | 재러드 레토                                  | 수상 |
| 빌리지 보이스 필름 폴                                                    | 최우수 남우조연상                          | 재러드 레토                                  | 후보 |
| 워싱턴 D.C. 아레아 영화 비평가 협회                                      | 최우수 남우주연상                          | 매슈 매코너헤이                              | 후보 |
| 워싱턴 D.C. 아레아 영화 비평가 협회                                      | 최우수 남우조연상                          | 재러드 레토                                  | 수상 |
| 미국 극작가 조합상                                                       | 최우수 각본상                              |                                              | 후보 |

## 참고
1. ↑  "머드, 더 울프 오브 월 스트리트와 함께
2. ↑  머드, 더 울프 오브 월 스트리트와 함께